# ʥ
Cette page contient des caractères spéciaux ou non latins. S’ils s’affichent mal (▯, ?, etc.), consultez la page d’aide Unicode.
Le dz bouclé, (minuscule : ʥ) est une lettre additionnelle de l’écriture latine qui a été utilisée dans l’alphabet phonétique international.

## Utilisation
Dans l’alphabet phonétique international, [ʥ] a représenté une consonne affriquée alvéolo-palatale voisée. Le symbole est, en théorie, adopté vers la fin des années 1920 et est remplacé en 1989 par la séquence des symboles des consonnes [d] et [ʑ] : ‹ dʑ ›, pouvant être liés par un tirant dans les cas ambigus : ‹ d͡ʑ › ou ‹ d͜ʑ ›.

## Représentations informatiques
Le dz bouclé peut être représentée avec les caractères Unicode (Alphabet phonétique international) suivants :
| formes    | représentations | chaînes de caractères | points de code | descriptions                               |
| --------- | --------------- | --------------------- | -------------- | ------------------------------------------ |
| minuscule | ʥ               | ʥ                     | U+02A5         | lettre minuscule latine digramme dz bouclé |